# The Bedford Incident
The Bedford Incident (conocida en España como Estado de alarma y en México como Al borde del abismo) es una película bélica británico-estadounidense, dirigida por James B. Harris y estrenada  en 1965.

## Argumento
La historia tiene lugar en el tenso ambiente de la Guerra Fría.
Eric Finlander (Richard Widmark), capitán del destructor estadounidense USS Bedford, está de patrulla por el estrecho de Groenlandia. Su misión es disuadir y hallarse presente en una zona que se sabe patrullada por unidades submarinas soviéticas. 
El USS Bedford tiene una situación especial: está en permanente estado de guerra y sus oficiales están altamente entrenados en sus especialidades. Su dotación incluye un equipo de biólogos y demás científicos dedicados, entre otras tareas, a detectar desechos de los submarinos soviéticos.
Estando en patrulla llegan por aire de dos hombres, un periodista llamado Ben Munceford (Sidney Poitier) y un médico suplente, el capitán de corbeta Chester Potter (Martin Balsam).
Nada más bajar del helicóptero que los ha depositado en cubierta, los recién llegados quedan sometidos a las estrictas leyes del buque, que está en intermitentes estados de alarma.
El capitán Findlander gobierna con mano dictatorial a sus hombres y, además, tiene como oficial adjunto a un excomandante de submarinos alemanes, nacionalizado americano: el comodoro Schrepke (Eric Portman), un verdadero lobo de mar.
El USS Bedford detecta la presencia de un objetivo que resulta ser un submarino soviético que está al límite de las aguas territoriales.
El capitán Findlander es un guerrero obcecado e intransigente que determina aplicar todas la reglas sobre el supuesto invasor. Además, Findlander espera poder acosar al invasor y deja entrever al corresponsal Munceford que, si le presentase la ocasión, destruiría sin más preámbulos a su enemigo.
Empeñado en perseguir a un submarino nuclear soviético en aguas atlánticas, Findlander da comienzo a un peligroso juego del gato y el ratón, intentando acorralar al submarino soviético para su rendición o destrucción.
El corresponsal Munceford, que ha sido autorizado a estar en el puente de mando, intenta imponer un poco de criterio y sentido común al obcecado capitán sin lograrlo, por lo que se producen grandes tensiones en el puente de mando.
Finlander se hace asesorar por el comodoro Schrepke, quien le aconseja no permitir que el submarino enemigo pueda tomar aire y de este modo forzarlo a subir a la superficie e identificarse.
El submarino intenta desesperadamente evadir al USS Bedford sin lograrlo hasta que es acorralado entre las profundidades y unos icebergs que finalmente logra superar, pero siempre perseguido por el destructor americano.
El alto mando de la OTAN envía mensajes al USS Bedford instándole a usar la mesura y el buen criterio en el manejo de la peligrosa situación.
Finalmente el submarino ruso, que Findlander supone es el 
Gran Rojo, es llevado a aguas internacionales.
Estando en esas aguas, el submarino sube su snorkel para cargar aire y el capitán Findlander ordena embestir al submarino, al hacerlo daña sus mecanismos de torre.
El capitán toma la determinación de rendirlo o destruirlo, pues así lo indica el manual de reconocimiento, pero el reportero, el comodoro y sus oficiales le indican que si lo hace causará un grave incidente internacional.
En el momento culminante de la tensión el capitán ordena armar el equipo de misiles antisubmarinos y el alférez Ralston, por error y nerviosismo, dispara accidentalmente uno de ellos. Se intenta desesperadamente desarmar la ojiva, pero el proyectil cae al agua y estalla.
Entonces el submarino soviético responde lanzando un abanico de torpedos con cabeza nuclear. Finlander queda estupefacto, ya que no esperaba una respuesta agresora, y se limita a ordenar un cambio de rumbo.
Munceford le increpa diciendo que si no era aquella la situación que buscaba y le pregunta si acaso ahora no sabe cómo evadir los torpedos con cabeza nuclear, mientras el sonar de acercamiento sube cada vez más su tono... hasta que
un gran resplandor blanquecino y silencioso se eleva sobre el horizonte del helado Atlántico.

## Comentarios
- En las primeras tomas el destructor USS Bedford aparece como el B-158, y en las tomas siguientes aparece un destructor modificado clase San Diego con el numeral 113, como el USS Bedford.

- Hay situaciones de procedimiento durante un estado de alarma mostradas en dicho film que en realidad no se producirían durante una situación real, como por ejemplo cuando el alférez Ralston dispara accidentalmente el misil balístico antisubmarino con solo presionar un botón. En la realidad un misil ha de pasar por varias etapas preparatorias secuenciadas consistentes en dos o más autorizaciones antes de que pueda ser disparado.

- Datos: Q244929